# Ole Tøpholm
Ole Tøpholm (født 9. oktober 1977 i Silkeborg, opvokset i Voel) er en dansk journalist, radiovært og melodi grand prix-entusiast.

## Karriere
Tøpholm blev uddannet fra Danmarks Journalisthøjskole i 2002 og har siden 2000 arbejdet i DR; først på Østjyllands Radio og siden 2003 i DR Nyheder, hvor han har været reporter, redaktør og vært på Radioavisen. Primo 2017 var han vært på P4 Radioavisen. Men han har i en årrække været fast nyhedsvært i Go' morgen P3, ligesom han har været studievært på P4 Østjylland, P4 Sjælland og P4 København. Inden han blev uddannet journalist var han vært på Radio Silkeborg og The Voice i Århus.
Interessen for melodi grand prix begyndte som barn, og Ole Tøpholm var gennem flere år formand for den danske melodi grand prix-fanklub. Allerede i 7- klasse skrev han et brev til DR og tilbød at træde til, hvis Jørgen de Mylius skulle blive syg.
I sin kontrakt med P3 har han fået skrevet ind, at han skal have fri to uger omkring Eurovision.
Han udgav i 2009 bogen Dansk Melodi Grand Prix – De største øjeblikke på DRs forlag.
I perioden 2011-2020 har han været DR's kommentator ved Eurovision Song Contest.
Siden 2023 har han været vært på Giro 413 og Dansktoppen. 
Ole Tøpholm har siden 2003 været bosiddende på Frederiksberg.